# Podregion Rauma
Podregion Rauma (fiń. Rauman seutukunta) – podregion w Finlandii, w regionie Satakunta.
W skład podregionu wchodzą gminy:
- Eura,
- Eurajoki,
- Rauma,
- Säkylä.

W skład podregionu wchodziły gminy:
- Köyliö (1 stycznia 2016 włączona do gminy Säkylä)[3].